# Lars Magnus Ericsson

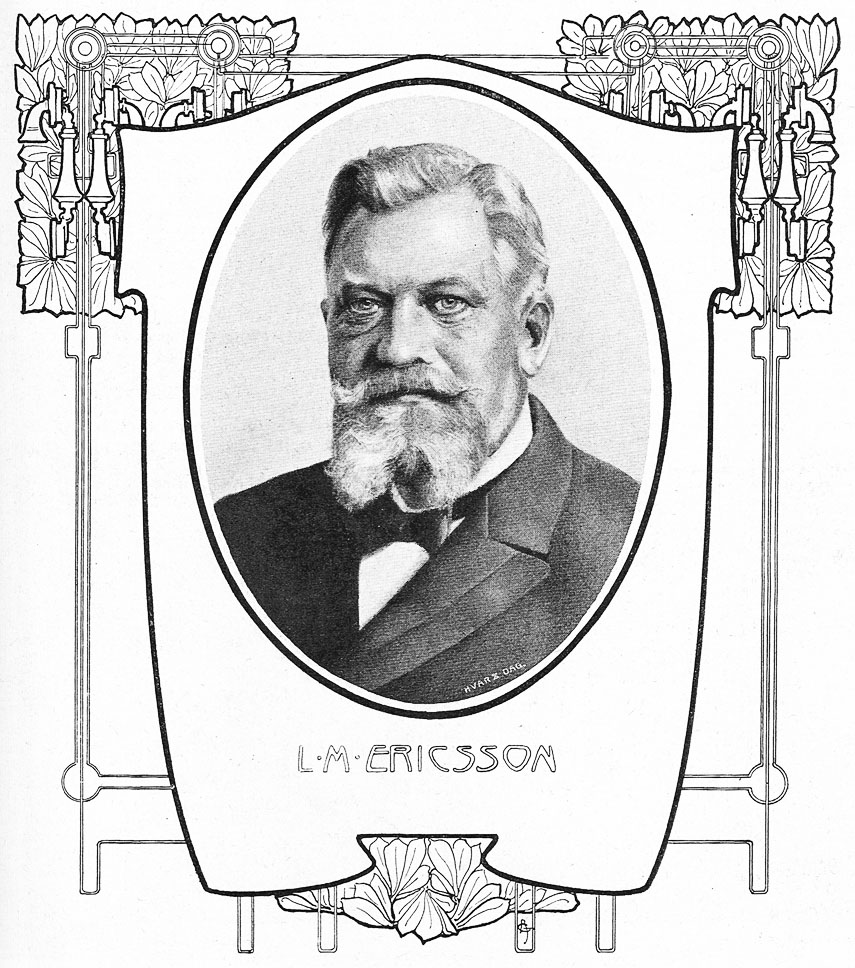
L. M. Ericsson

Lars Magnus Ericsson (n. 5 mai 1846 – d. 17 decembrie 1926) a fost un inventator și om de afaceri suedez, care în 1876 (anul în care Graham Bell a inventat telefonul) a creat la Stockholm o întreprindere pentru repararea echipamentului telefonic. A câștigat apoi contractul pentru rețeaua telefonică a capitalei Suediei, pornind de la concepția că telefonul este o necesitate, nu un lux. 
Lars Magnus Ericsson a fondat compania suedeză Ericsson, care continuă să opereze astăzi, principal în telefonie mobilă și infrastructură telefonică.